# 科莫多島雀鯛
科莫多島雀鯛（學名：Pomacentrus komodoensis），是輻鰭魚綱鱸形目雀鯛科雀鯛屬的其中一種，分布於西太平洋印尼科莫多島海域，深度2至4公尺，本魚體呈橢圓形且側扁，吻部圓鈍，體被櫛鱗，鱗框具黑邊形成網狀紋，魚鰭邊緣黃色，背鰭硬棘13枚、背鰭軟條13枚、臀鰭硬棘2枚、臀鰭軟條13-14枚，體長可達7.9公分，棲息在礫石底質的淺水域，以浮游生物為食，繁殖期時成對出現，雄魚會守護卵直到孵化，生活習性不明。